# 桑田鎮典
桑田 鎮典（くわた やすのり、1976年4月26日 - ）は、日本の元男子バレーボール選手。

## 来歴
福岡県福津市出身。友人に誘われて、福間東中学1年よりバレーボールを始める。1993年、世界ユース代表として準優勝に貢献した。
法政大学4年生だった1999年の第5回Vリーグでサントリーの内定選手としてプレー。レギュラーとして活躍し、スパイク賞を獲得する。しかし、第6回vリーグを目前に突然チームを退部（サントリーも退社）、地元の福岡へ帰郷する。
再びバレーボールへの情熱が再燃した2000年末、自らオファーする形で日立国分に加入し、現役復帰。オポジットとして貢献するものの、2002年にチームが休部し、同年サントリーに復帰した。
サントリー復帰後はサイドアタッカーの層が厚いチーム事情から出番が限られている状況にあったが、サウスポーで守備もこなせることから重宝され、ベテランとなった近年でも度々スタメン起用された。
2010年3月、引退が発表され、2009-2010年Vプレミアリーグをもって現役引退した。

## 受賞歴
- 1999年 - 第5回Vリーグ スパイク賞

## 所属チーム
- 福岡大学附属大濠高等高校
- 法政大学
- サントリーサンバーズ
- 日立国分トルメンタ
- サントリーサンバーズ （2002-2010年）